# Tapped
Tapped é um documentário de 2009 dirigido por Stephanie Soechtig. O documentário aborda a indústria de água engarrafada e os efeitos danosos à saúde devido ao uso, nas garrafas plásticas, dos aditivos plásticos PET e Bisfenol A (originalmente um hormônio estrógeno sintético, de acordo com a diretora).
Recebeu dois prêmios de melhor documentário em 2009, no Anchorage International Film Festival e no Eugene International Film Festival.